# Arrel posterior del nervi espinal
En l'anatomia i la neurologia, l'arrel posterior (o arrel dorsal) és l'arrel de sensitiva aferent d'un nervi espinal.
L'arrel posterior en el seu extrem distal forma el gangli espinal, que s'uneix a l'arrel anterior per formar un nervi espinal mixt.